# Városmarketing
A városmarketing az a folyamatos, ciklikusan ismétlődő szakaszokból álló tevékenységsor, amely egy város - szélesebb értelemben egy település - léptékében tervezi és fejleszti tovább hatékony, a társadalmi igényeknek megfelelő szolgáltatásokat. Ennek érdekében elemzi a jelentkező és várható igényeket és elvárásokat, ezeket a létező adottságokkal összevetve tervezi és valósítja meg az adott város (település) viszonyainak jobbításához (értsd a jelenlegi és prognosztizálható igényeknek jobban megfelelővé tételéhez) szükséges és lehetséges beavatkozásokat, figyeli a terv megvalósulásának folyamatát, rendszeresen visszacsatolva a tapasztaltakat az eredeti célkitűzésekhez, szükség esetén változtatva az eljáráson, vagy - ha ez indokolt - újradefiniálva az eredeti célokat.

## Fajtái
Gyakran megkülönböztetik a város belső marketingjét - ami az ott élők igényeinek kielégítésére szolgál - a külső marketingtől, amely a városon kívül élők - turisták, befektetők, stb. - elvárásait hivatott kielégíteni, a város fejlődése érdekében. Természetesen a kétféle igényrendszer egymással szorosan összefügg, nemegyszer egybeesik (amikor az ott élők és az odalátogatók, befektetők igényei megegyeznek), de semmiképpen sem állhat gyökeresen szemben egymással. Jellegzetes részterület például a fejlesztési területek megvalósítását segítő helyszínmarketing, a belvárosok újraélesztését szolgáló központmarketing, az egyes városnegyedeknek, vagy a város egyes alközpontjainak vonzóvá tételét támogató városrészmarketing, a turizmust segítő turizmusmarketing, a megvalósítást támogató tisztviselőket megcélzó közigazgatási marketing, vagy a város működtetését biztosító, de sok területen egyre inkább versenyhelyzetbe kerülő cégek munkáját segítő kommunális marketing.

## Alkalmazása
A városmarketing - az urbanisztika egyik tevékenységi köreként - egyrészt a város fejlesztése tervezésének alapjául szolgál, másrészt azonban a település külső és belső kommunikációs munkájának is a megalapozója. Az elemzések alapján határozhatók meg a fejlesztés legfontosabb belső és külső célcsoportjai, azok közös, vagy sajátos igényei, elvárásai. A település átfogó tervezése ezek alapján az egyes igények kielégítéséhez szükséges tevékenységek, beavatkozások összehangolt előirányzását jelenti, meghatározva azok sorrendjét, egymásra épülését, ütemezését, és a szükséges erőforrásokat is. A település jellemző adottságai, vonzó tervei ugyanakkor alkalmasak a lakossági külső érdeklődés felkeltésére is, így a marketing kommunikáció ez esetben akár a belső, akár a külső viszonyrendszerben alkalmas lehet a fejlesztéshez szükséges privát befektetők, illetve egyes érintett lakossági csoportok érdeklődésének felkeltésére, akik résztvevőivé válhatnak a tényleges igényeket kielégítő tervek saját érdekeiket is szolgáló valóra váltásának. A külső és a belső kereset lényeges különbözősége rendszerint jelentős helyi konfliktusokat okoz, ilyen esetekben a tervezés során kompromisszumos megoldások keresése szükséges.
A városmarketing megvalósulásához tartozik ezért a tervezés során, illetve a megvalósítást követően folytatott sokcsatornás lakossági kommunikáció, vagy térségi információ és tudatosságnövelés éppúgy, mint a turisztikai reklám, a desztináció-menedzsment és a tervezett beavatkozások erre alkalmas részének befektetői promóciója is.

## Külső hivatkozások
- http://varosmarketing.lap.hu/
- https://web.archive.org/web/20120304155822/http://www.onkormanyzat.ro/admin/feltoltesek/tanulmanyok/piskoti3.pdf